# شرايين بطانية رحمية
تتفرع الشرايين البطانية الرحمية في الرحم وتزود طبقات مختلفة من الرحم بالدم. تتوافق هذه الشرايين مع تقاطع بطانة الرحم وعضلات الرحم وتؤدي إلى شرايين مستقيمة وبطانية. تتلقى بطانة الرحم الدم من الشرايين البطانية الرحمية والتي تسمى أيضًا الشرايين الحلزونية. تتكاثر الشرايين البطانية الرحمية بسرعة وتتفاعل مع الهرمونات المختلفة المنبعثة. هذه الهرمونات هي هرمون البروجستيرون والإستروجين الذي تطلقه المبايض وينتج عن طريق جهاز الغدد الصماء. لا توفر الشرايين البطانية الرحمية الدم لبطانة الرحم فحسب، ولكنها مهمة أيضًا أثناء الحمل. وهو الموقع الأولي لنقل الدم من الأم إلى الطفل.

## موقع الشرايين البطانية الرحمية
يتكون الرحم، وهو جزء من الجهاز التناسلي للأنثى، من عضل الرحم وبطانة الرحم. يتكون عضل الرحم من الأنسجة الملساء وبطانة الرحم تبطن الرحم. بطانة الرحم مهمة في الحمل لأنها تشارك في تطور المشيمة وهي المكان الذي تزرع فيه البويضة الملقحة نفسها أثناء الحمل. في بطانة الرحم توجد الشرايين البطانية الرحمية والتي تعرف أيضًا باسم الشرايين الحلزونية. تتفرع الشرايين المقوسة الموجودة في عضل الرحم إلى داخل عضل الرحم ثم تنتشر في جميع أنحاء بطانة الرحم لتشكل شرايين بطانة الرحم وهي كيفية حصول بطانة الرحم على الدم. يتم لف الشرايين البطانية الرحمية ولهذا السبب يطلق عليها أيضًا الشرايين الحلزونية. يتم لف الشرايين الحلزونية نحو الجزء العلوي من بطانة الرحم ومباشرة نحو قاعدة بطانة الرحم.

## وظيفة الشرايين البطانية الرحمية أثناء الحمل
في بطانة الرحم توجد شرايين مستقيمة ومتسلسلة. تتفرع الشرايين المستقيمة على وجه التحديد إلى قاعدة بطانة الرحم، وبالتالي تزود الدم إلى قاعدة بطانة الرحم. تزود الشرايين الحلزونية الدم ببقية بطانة الرحم. تنمو بسرعة، تغطي مساحة كبيرة من بطانة الرحم وينتهي الأمر بالملف. عندما تكون مستويات الهرمونات منخفضة، تتفاعل الشرايين البطانية الرحمية عن طريق أن تصبح ضيقة. توفر الشرايين البطانية الرحمية الدم لبطانة الرحم ولكنها مفيدة أيضًا أثناء الحمل. عندما تكون الأنثى حاملاً، تتطور المشيمة. يتلقى الطفل الدم والمغذيات والأكسجين عبر الحبل السري المرتبط بالمشيمة. بين المشيمة والعضل العضلي توجد فراغات بينية حيث تزود الشرايين بطانة الدم بالدم. تحتوي المشيمة على أشجار زغبية تسمح بتدفق الدم ثم نقله إلى الطفل عبر المشيمة.

## وظائف أخرى للشرايين البطانية الرحمية
تنقسم الشرايين البطانية الرحمية إلى الشرايين الشائعة ومفاغرة الشرايين الوريدية. الشرايين الشائعة هي الشرايين المتجانسة لشرايين بقية الجسم وتثري بطانة الرحم. يُعرف ربط الشرايين البطانية الرحمية وأوردة بطانة الرحم باسم الشرايين الوريدية. تشارك الشرايين البطانة الرحمية أيضًا في الدورة الشهرية. عندما تزرع البويضة على بطانة الرحم ولا يتم تخصيبها، تصبح الشرايين البطانية الرحمية ضيقة ويبدأ بطانة الرحم في التفكك. هذا عندما تذوب بطانة الرحم وينتج عنه الحيض.